# Meritites I
Meritites I je bila kraljica staroga Egipta koja je živela tokom 4. dinastije. Njeno ime znači "volena od svoga oca". Bila je ćerka faraona Snefrua i njegove treće žene te sestra kraljice Henutsen. Udala se za svoga polubrata Keopsa. Sa njim je imala nekoliko dece - krunskog princa Kavaba, princa Đedefhora, kraljicu Heteferes II, princezu Meritites II, kraljicu Meresankh II i princa Baufru.
Ova je kraljica na natpisima opisana kao "Velika od hetes-žezla Snefrua", "Velika od hetes-žezla Keopsa" i "Kraljeva žena". Njezin nećak Kefren ju opisuje ovako: 
U Kavaboj grobnici je takođe pomenuta Meritites: "Njezin sin, njezin voljeni, Kavab... Meritites, njegova majka, koja (ga) je rodila Keopsu."

Merititesino se ime na hijeroglifima piše: 
| mr | i | t | i | t · f · O34 |

Najverovatnije je Meritites pokopana u piramidi znanoj kao G 1b u Gizi. 